# Friedrich Franz von Papen

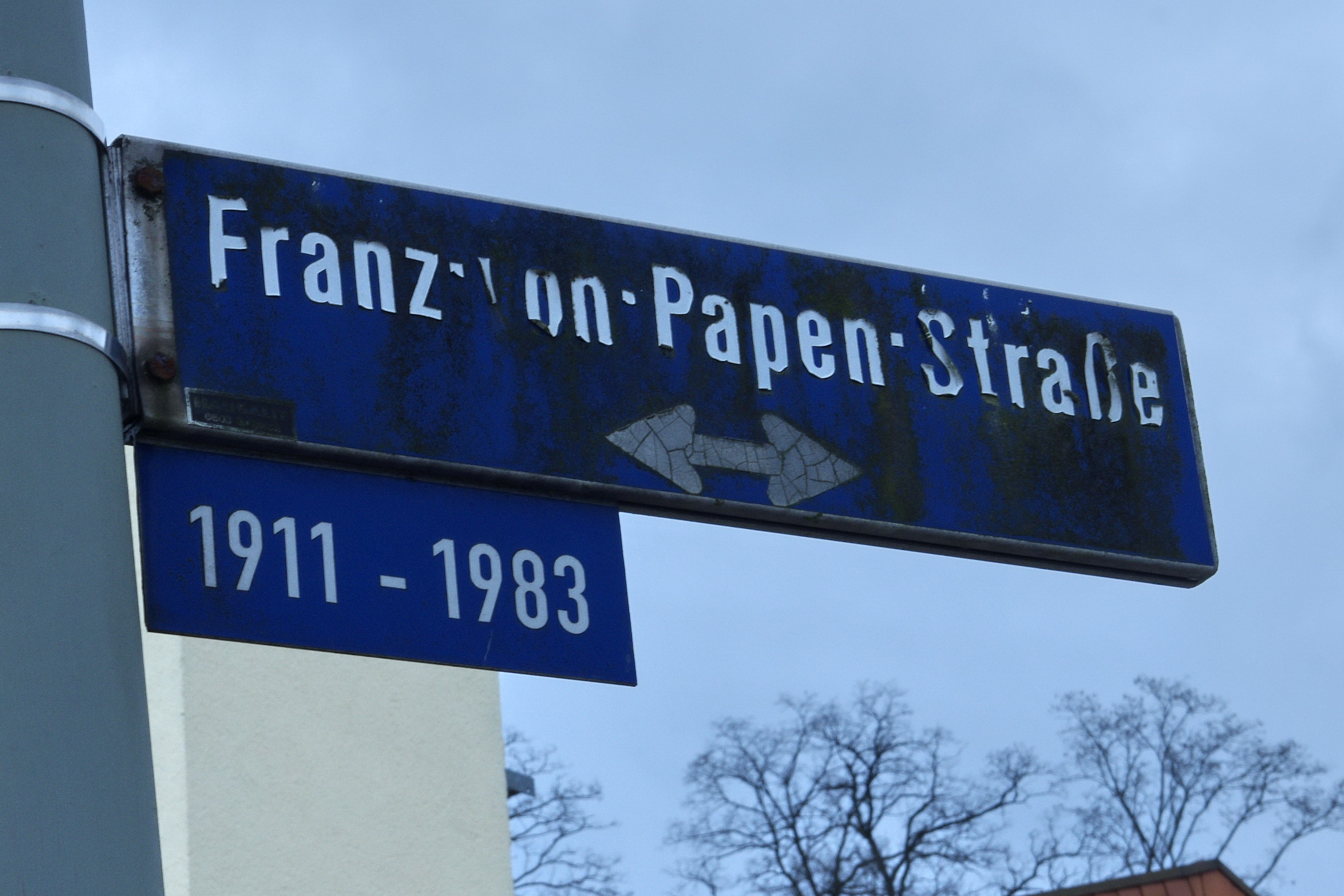
Nach Friedrich Franz von Papen benannte Straße in Wallerfangen im Saarland

Friedrich Franz von Papen (auch häufig als Franz von Papen Jr. bezeichnet) (* 15. Juli 1911 in Potsdam; † 4. Januar 1983) war ein deutscher Jurist und Geschäftsmann.

## Leben und Wirken
Friedrich Franz von Papen wurde 1911 als drittes von fünf Kindern und als einziger Sohn des Offiziers und späteren Reichskanzlers Franz von Papen und seiner Ehefrau, Martha Boch-Galhau, geboren. Seine Kindheit verbrachte Papen auf dem Gut seiner Eltern bei Werl.
Nach dem Abitur begann von Papen mit dem Studium der Rechtswissenschaften. Von 1931 bis 1932 verbrachte er ein Jahr seines Studiums an der katholischen Georgetown University in den Vereinigten Staaten. Während seines USA-Aufenthaltes lernte von Papen unter anderem den Diplomaten Wolfgang Gans Edler Herr zu Putlitz, der damals Kulturangelegenheiten an der deutschen Botschaft in Washington betreute, und Henry Adams, einen Kommilitonen an der Georgetown University, der später eine Biographie über von Papens Vater verfasste, kennen.
Bald nach der Ernennung seines Vaters zum Reichskanzler im Juni 1932 kehrte von Papen nach Deutschland zurück. In den Jahren 1932 bis 1934 erlebte er die maßgeblichen politischen Ereignisse – die Kanzlerschaft seines Vaters, die Kanzlerschaft Kurt von Schleichers, die Amtsernennung Hitlers, die Vizekanzlerschaft seines Vaters und dessen Sturz im Zuge der Ereignisse vom Juni/Juli 1934 – aus nächster Nähe mit. Hans-Otto Meissner beschreibt Papen für diese Zeit als „gutaussehend“ und „in seinem Verhalten keinen Anlass zu Klagen [gebend]“. Eine weitere Bekanntschaft dieser Jahre, die ihn in ihren Memoiren als bemerkenswerte Persönlichkeit bezeichnet, war die amerikanische Diplomatentochter Martha Dodd.
Anfang Juli 1934 bestand Papen in Berlin die Erste Juristische Staatsprüfung (Referendarexamen) mit dem Prädikat „ausreichend“.
Ende der 1930er Jahre ging Papen als Vertreter eines Industrieunternehmens nach Argentinien, von wo er nach dem Ausbruch des Zweiten Weltkriegs mit Umwegen – das Schiff, mit dem er ausreiste wurde angeblich von den Engländern im Südatlantik versenkt – über Ostasien nach Deutschland zurückkehrte.
Später nahm Papen am Zweiten Weltkrieg teil, in dem er den Rang eines Hauptmanns erreichte. Nachdem er bereits 1941 einmal an der Ostfront verwundet worden war, wurde Papen in der letzten Kriegsphase 1944/1945 als Angehöriger einer SS-Panzeraufklärungsabteilung in Rennes erneut verwundet und in ein Pariser Lazarett eingeliefert. Er verbrachte danach mehrere Wochen in einem Berliner Krankenhaus, bevor er Mitte März 1945 entlassen wurde. Zur Auskurierung seiner gebrochenen Hüfte begab er sich auf das Anwesen seines Schwagers Max von Stockhausen in der Nähe von Hirschberg in Westfalen. Dort wurde von Papen kurz vor Ende des Krieges, am 9. oder 10. April 1945 von Sergeant Steve Witchiko verhaftet, einem Angehörigen der 1. Kompanie des 194. Glider Infantry Regiments der amerikanischen Armee.
Von 1945 bis 1946 nahm von Papen als Assistent (Hilfsverteidiger) von Egon Kubuschok, dem Hauptverteidiger seines Vaters, an dem Nürnberger Prozess gegen die Hauptkriegsverbrecher teil. Zu diesem Zweck wurde er im Herbst 1945 provisorisch aus der amerikanischen Internierung entlassen. Papen Senior urteilte später in den Memoiren über die Rolle seines Sohnes im Prozess: „Aber auch er [Kubuschok] hat in der Nürnberger Praxis gelernt, dass politische Prozesse andere Qualitäten bedingen, als sie ein erfahrener Strafverteidiger in Deutschland mitzubringen gewohnt war. Da ich ihn persönlich nicht kannte, wünschte ich ihm meinen Sohn zur Seite zu stellen. Dieser hatte lange Perioden meines politischen Lebens miterlebt und konnte die fehlenden Kenntnisse meines Anwalts bestens ergänzen. Nach langem Bemühen wurde er aus seinem Kriegsgefangenenlager Stenay für die Dauer des Prozesses beurlaubt. Ohne die Verdienste Kubuschoks um meine Verteidigung im geringsten schmälern zu wollen, darf ich doch sagen, dass ohne die Mitarbeit meines Sohnes das Endresultat wahrscheinlich anders ausgesehen hätte.“
Nach dem Ende des Verfahrens wurde Papen Jr. endgültig aus der Haft entlassen. Anschließend übernahm er die Verteidigung seines Vaters im Nürnberger Spruchkammerverfahren von 1947 und wirkte dann bis 1949 als enger Mitarbeiter von Hans Flächsner an weiteren Kriegsverbrecherprozessen mit, so bei der Verteidigung von Otto Steinbrinck während des Flick-Prozesses. Nach dem Krieg korrespondierte Papen mit zahlreichen Persönlichkeiten der Zeitgeschichte wie Heinrich Brüning, Gottfried Treviranus und Miklós Horthy und Historikern wie Jürgen Arne Bach.
Spätestens ab 1955, bis mindestens 1963, wird von Papen als Geschäftsführer der Handelsgesellschaft Hugo Stinnes in Mülheim erwähnt. In dieser Eigenschaft oblag von Papen die Verwaltung eines Jahresumsatzes von 600 bis 700 Millionen DM. Ein gewisses öffentliches Aufsehen erregte von Papen außerdem, als er 1955 dem Bundesfinanzministerium die Existenz eines schweizerischen Geheimkontos, das sein Vater während des Zweiten Weltkriegs im Auftrag der Reichsregierung gegründet hatte und dessen Devisen nach dem Abschluss des Deutsch-Schweizerischen Verrechnungsabkommens von 1952 wieder zugänglich geworden waren, mitteilte und dessen Übergabe an das Finanzministerium von Papen schließlich in Zusammenarbeit mit dem Ministerium organisierte.
Von Papen setzte sich als Vorsitzender des Kuratoriums der Sophienstiftung, für den Erhalt des St.-Nikolaus-Hospitals ein. Das würdigt die Gemeinde mit der Benennung einer Straße nach von Papen.

## Gedenken
Die Franz-von-Papen-Straße in Wallerfangen wurde nach von Papen genannt.

## Schriften
- Zum 100. Geburtstag meines Vaters Franz von Papen. 1979.